# Louis Hachette
Louis Christophe François Hachette (5 de mayo de 1800, Rethel, Ardenas - 31 de julio de 1864 en París) fue un editor y escritor francés.
Louis Hachette, fundador de una de las mayores librerías de Francia, estudió Derecho, pero abandonó sus estudios en 1826 para fundar una editorial, conocida por publicar libros para ilustrar al pueblo, como revistas pedagógicas y clásicos franceses, griegos y latinos anotados por eruditos de renombre.

## Obras
A partir de 1850 publicó junto a su yerno Bréton y Templier, y más tarde con sus hijos (H. & Compagnie) una serie de obras de ficción ilustradas, entre las que se cuentan:
- Bibliothèque variée
- Bibliothèque des meilleurs romans étrangers
- Bibliothèque populaire
- Bibliothèque rose illustrée
- Bibliothèque des merveilles
- Collections des guides et itinéraires (de Joanne)

así como
- La revista ilustrada Tour du monde.